# USS LST-885
O USS LST-885 foi um navio de guerra norte-americano da classe LST que operou durante a Segunda Guerra Mundial.